# Płatkowizna
Płatkowizna – przysiółek wsi Nowa Dębowa Wola w Polsce, położony w województwie świętokrzyskim, w powiecie ostrowieckim, w gminie Bodzechów.
W latach 1975–1998 przysiółek administracyjnie należał do województwa kieleckiego.
Wierni Kościoła rzymskokatolickiego należą do parafii św. Antoniego w Sarnówku.